# Andréhn-Schiptjenko
 (novembre 2022).
Il peut être nécessaire de l'améliorer pour respecter le principe de neutralité de point de vue. Veuillez consulter la page de discussion pour plus de détails.

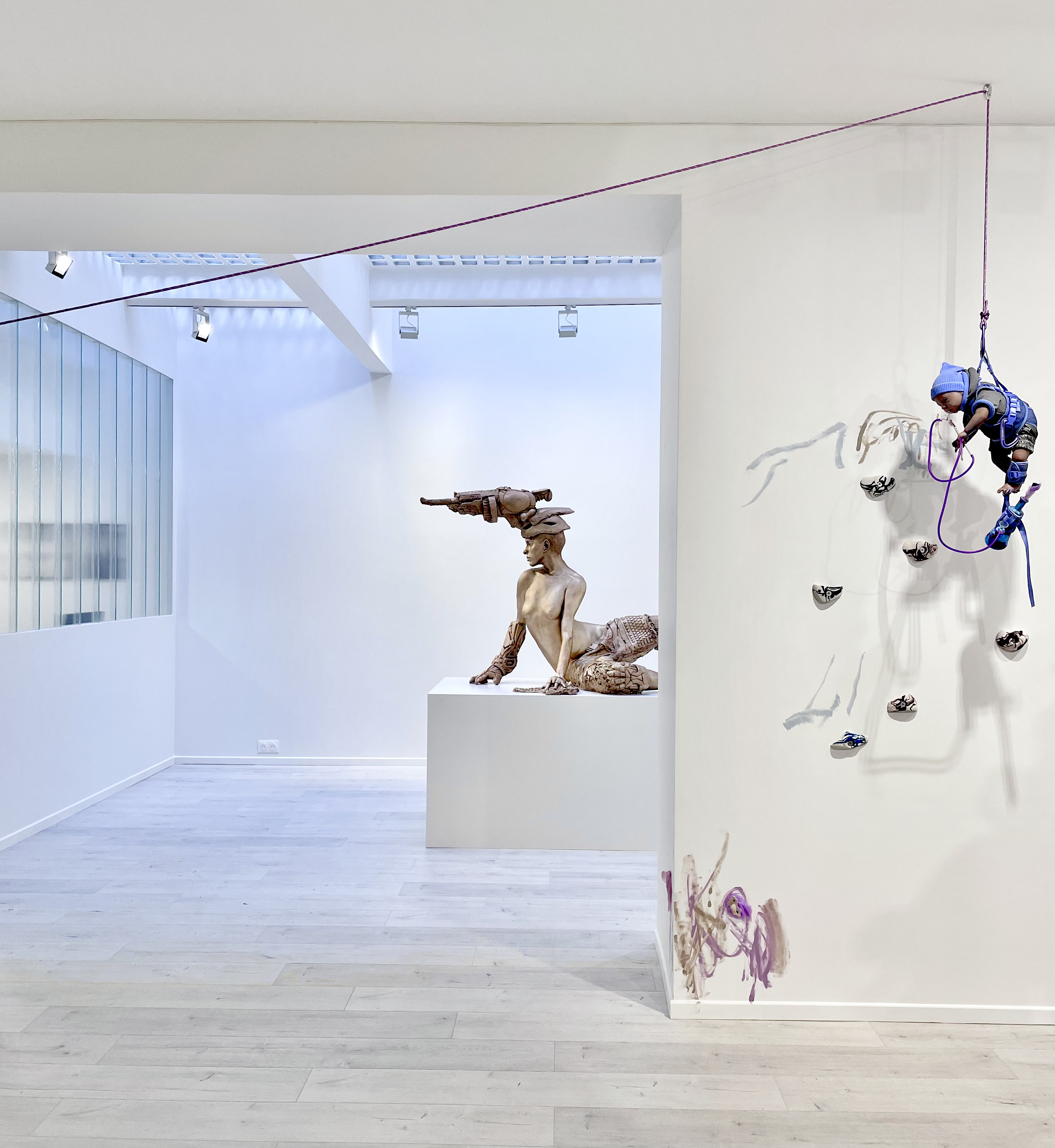
Vue de Andréhn-Schiptjenko Paris, le 17/11/2022.

Andréhn-Schiptjenko est une galerie d'art suédoise, présente à Stockholm et Paris, créée 1991 par Ciléne Andréhn et Marina Schiptjenko et mettant en avant le travail d'artistes contemporains émergents ou renommés du monde entier, aussi bien dans la peinture, la sculpture, la photographie, le film et les médias numériques, ainsi que dans la performance, l'installation et les œuvres in-situ.
La galerie Andréhn-Schiptjenko participe depuis le milieu des années 90 à des foires d'art internationales comme Art Basel , The Armory Show, Material Art Fair Mexico City ou Paris+ par Art Basel.

## Histoire
Depuis plus de trente ans, la galerie organise des expositions font date en Europe du Nord. La carrière d'artistes scandinaves tels que Cajsa von Zeipel, Gunnel Wåhlstrand, Annika Elisabeth von Hausswolff et Matts Leiderstam a été lancée chez Andréhn-Schiptjenko et des artistes tels que Uta Barth, Cecilia Bengolea, José León Cerrillo, Martín Soto Climent, Ridley Howard, Tony Matelli et Xavier Veilhan y ont vu se dérouler leur première exposition personnelle européenne ou scandinave. La galerie présente également des artistes d'importance historique, tels que Siri Derkert, une artiste pionnière dont l'œuvre continue d'influencer de nouvelles générations d'artistes, et Julio Le Parc, l'une des figures centrales du mouvement Op-art.
Andréhn-Schiptjenko ouvre un deuxième lieu à Paris au printemps 2019,, permettant une relation plus étroite avec le réseau international de la galerie. À l'été 2022, la galerie parisienne a déménagé dans un nouvel espace plus spacieux.
Andréhn-Schiptjenko participe à des foires d'art internationales depuis le milieu des années 90 et est un membre actif de la Swedish National Gallery Association, du Comité Professionnel des Galeries d'Art, de la Gallery Climate Coalition et de l'International Galleries Alliance.

## Artistes
- Dana-Fiona Armour
- Cornelia Baltes
- Uta Barth
- Cecilia Bengolea
- Tobias Bernstrup
- José León Cerrillo
- Jacob Dahlgren
- Omid Delafrouz
- Siri Derkert
- Maya Eizin Öijer
- Carin Ellberg
- Marc Frygell
- Siobhán Hapaska
- Ridley Howard
- Martin Jacobson
- Kristina Jansson
- Lena Johansson
- Annika Larsson
- Matts Leiderstam
- Linder
- Katarina Löfström
- Tony Matelli
- Santiago Mostyn
- Sixten Sandra Österberg
- Julio Le Parc
- Yngvild Saeter
- Martín Soto Climent
- Per B Sundberg
- Theresa Traore Dahlberg
- Xavier Veilhan
- Annika von Hausswolff
- Cajsa von Zeipel
- Gunnel Wåhlstrand